# ラ・シャペル＝デ＝マレ
ラ・シャペル＝デ＝マレ （La Chapelle-des-Marais）は、フランス、ペイ・ド・ラ・ロワール地域圏、ロワール＝アトランティック県のコミューン。

## 地理

県におけるラ・シャペル＝デ＝マレの位置

ラ・シャペル＝デ＝マレはブリエール湿地の北に位置し、サン＝ナゼールの25km北、ルドンの42km南、ナントの北西67kmの距離にある。
周辺のコミューンは、ミシヤック、エルビニャック、サント＝レーヌ＝ド＝ブルターニュ、サン＝ジョアシャンである。
1999年にINSEEがまとめた順位表によれば、ラ・シャペル＝デ＝マレは都市圏に含まれる農村型コミューンで、サン＝ナゼール都市圏の一部である。
歴史家エルワン・ヴァレリーによるブルターニュの地方区分では、ラ・シャペル＝デ＝マレは伝統的にブリエール地方、歴史的にはペイ・ナンテに属する。

## 由来
ブルトン語で地名はChapel-ar-Geuniouとなる。ガロ語ではLa Chapèll-dez-Marèscとなる。
フランス革命時代には、ラ・レユニオン（La Réunion）と改名させられていた。

## 歴史
町は、生活環境、衛生、医療の進歩を見る前に、幾度かの死に瀕する疫病流行にあった。1828年にはコレラが流行し、1870年の天然痘流行で69人が死に、1871年には65人が死んだ。1871年7月2日、コミューン議会は、罹患者の出た家屋を宗教活動家の責任で消毒することについて、多数決で是非を決めなければならなかった。

## 人口統計
| 1962年 | 1968年 | 1975年 | 1982年 | 1990年 | 1999年 | 2006年 | 2012年 |
| ------ | ------ | ------ | ------ | ------ | ------ | ------ | ------ |
| 2476   | 2550   | 2767   | 3037   | 3206   | 2952   | 3199   | 3901   |

source=1999年までLdh/EHESS/Cassini、2004年以降INSEE

## 聖コルネイユ崇敬
聖コルネイユは、251年から253年までローマ教皇であった人物である。彼は聖人であり、かつて水牛に命を救われたことがあったため、ウシの守り主となり、全ての家畜を病から癒すと信じられていた。フランスの地方の数箇所では、病に関してコルネイユの名が呼ばれる。1883年、ラ・シャペル＝デ＝マレとミシヤックにまたがる地域に、恐ろしい伝染病が蔓延し家畜が感染した。すぐに敬虔なキリスト教徒である住民たちは、霊験あらたかな聖コルネイユのとりなしを思い出し、悲惨な状況はすぐにおさまった。こうした大いなる信仰を持つ人々が懇願し、ウシの世話をしたのである。
毎年9月、聖コルネイユと聖コルネリ（ブルターニュのキリスト教聖人）への厳粛な礼拝行進が行われた。祝福された木彫りの像は、25頭から27頭のウシが引く輿にバラで飾られて乗せられ、町中を練り歩いた。ウシたちはそれぞれボルドー色のカバーや花で飾られていた。それはブリエール地方で最も色彩豊かな祭りだった。この礼拝行進には周囲の20の教区から巡礼が集まった。家族経営の農場や、家畜として飼われるウシが徐々に減少していったため、1966年をもって礼拝行進は行われなくなった。

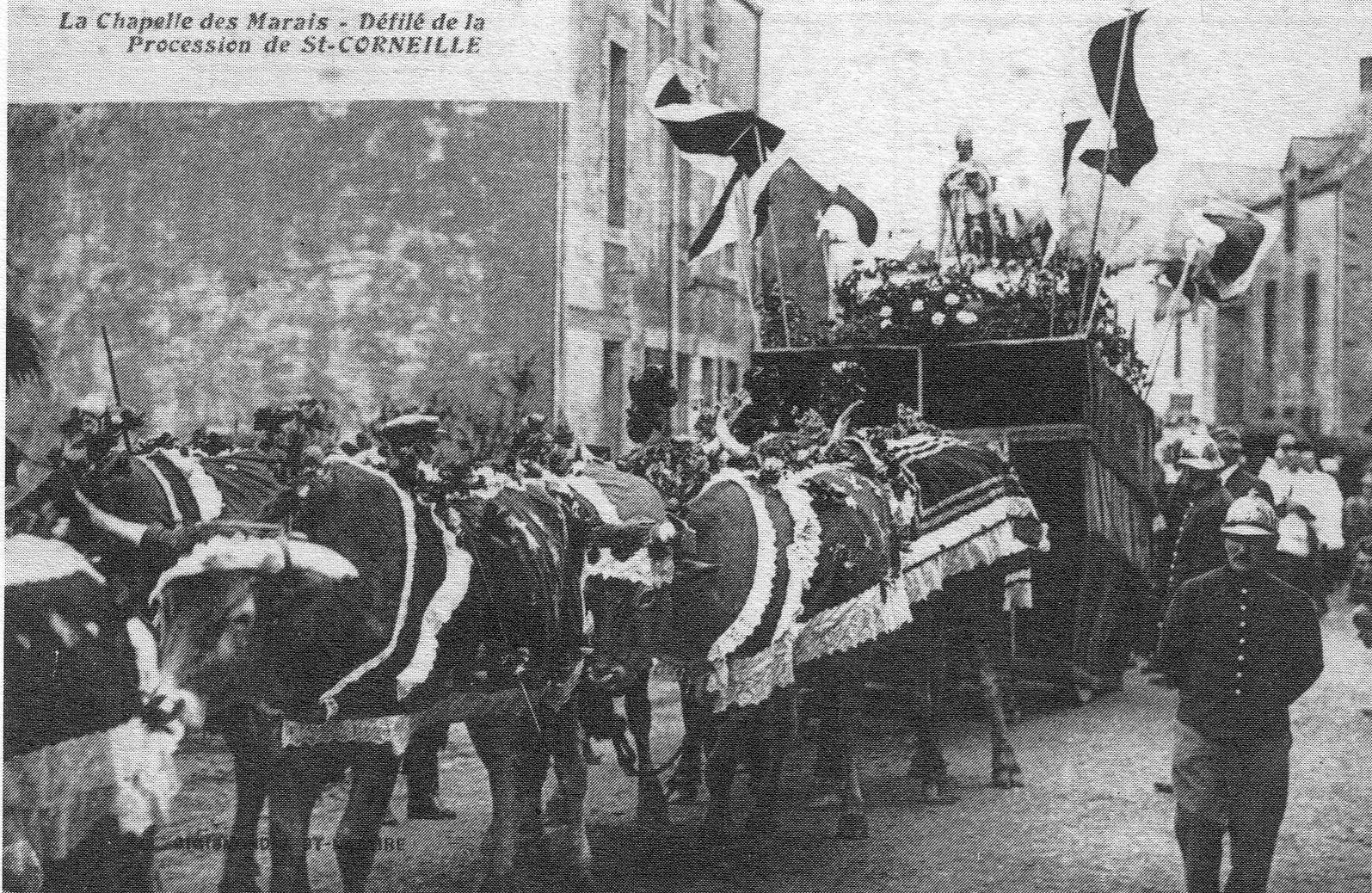
輿を引くウシ
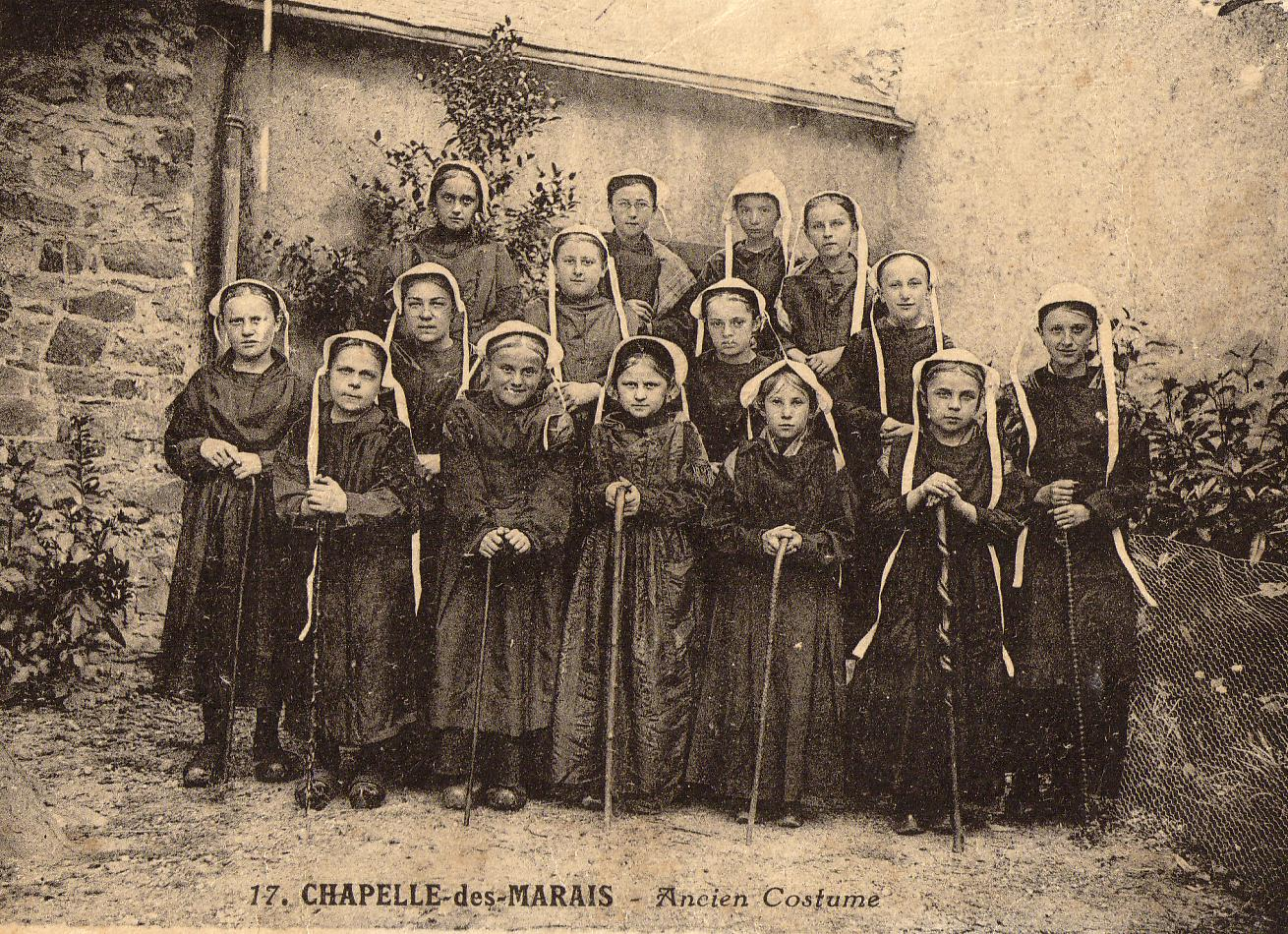
民族衣装
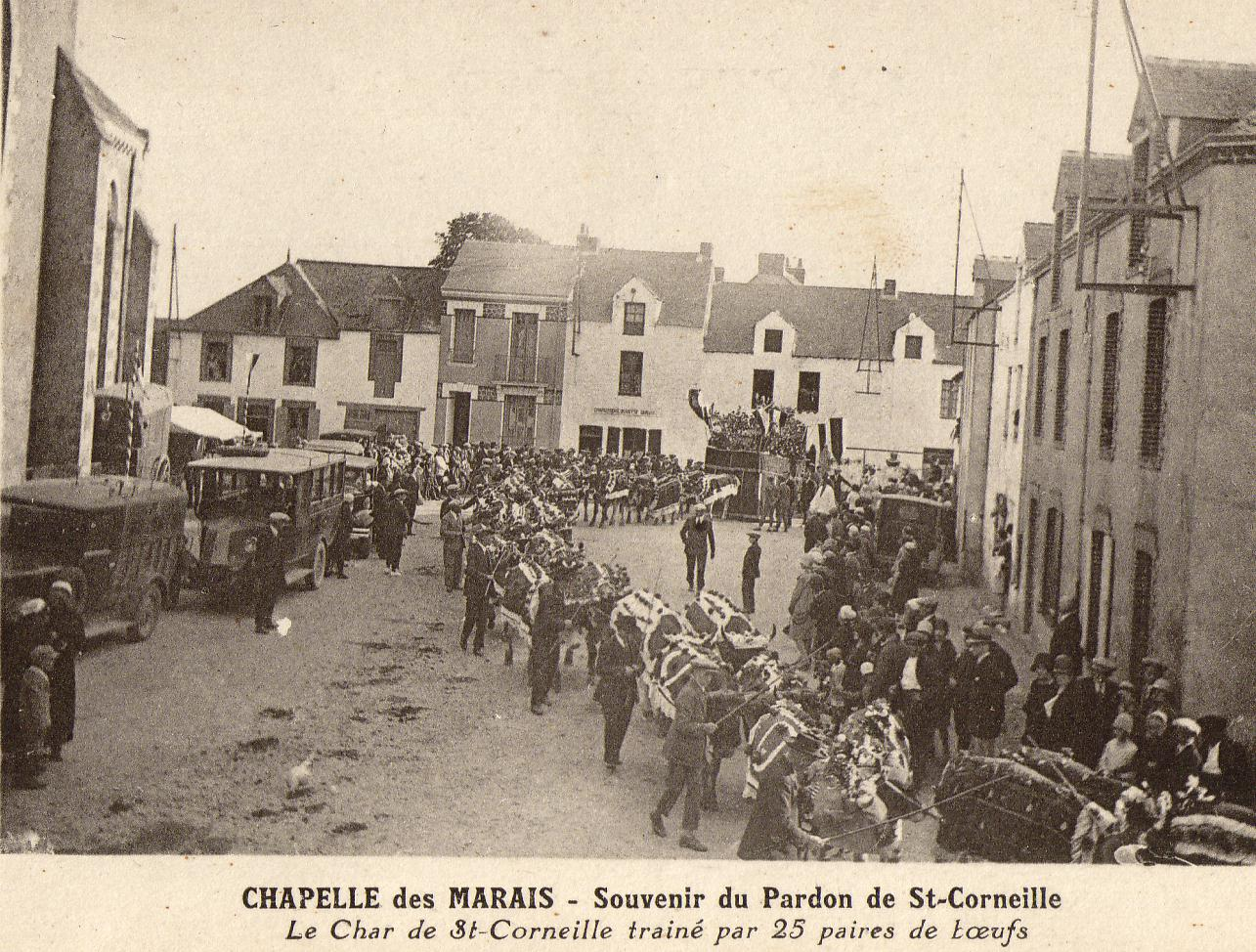
聖コルネイユのパルドン祭り
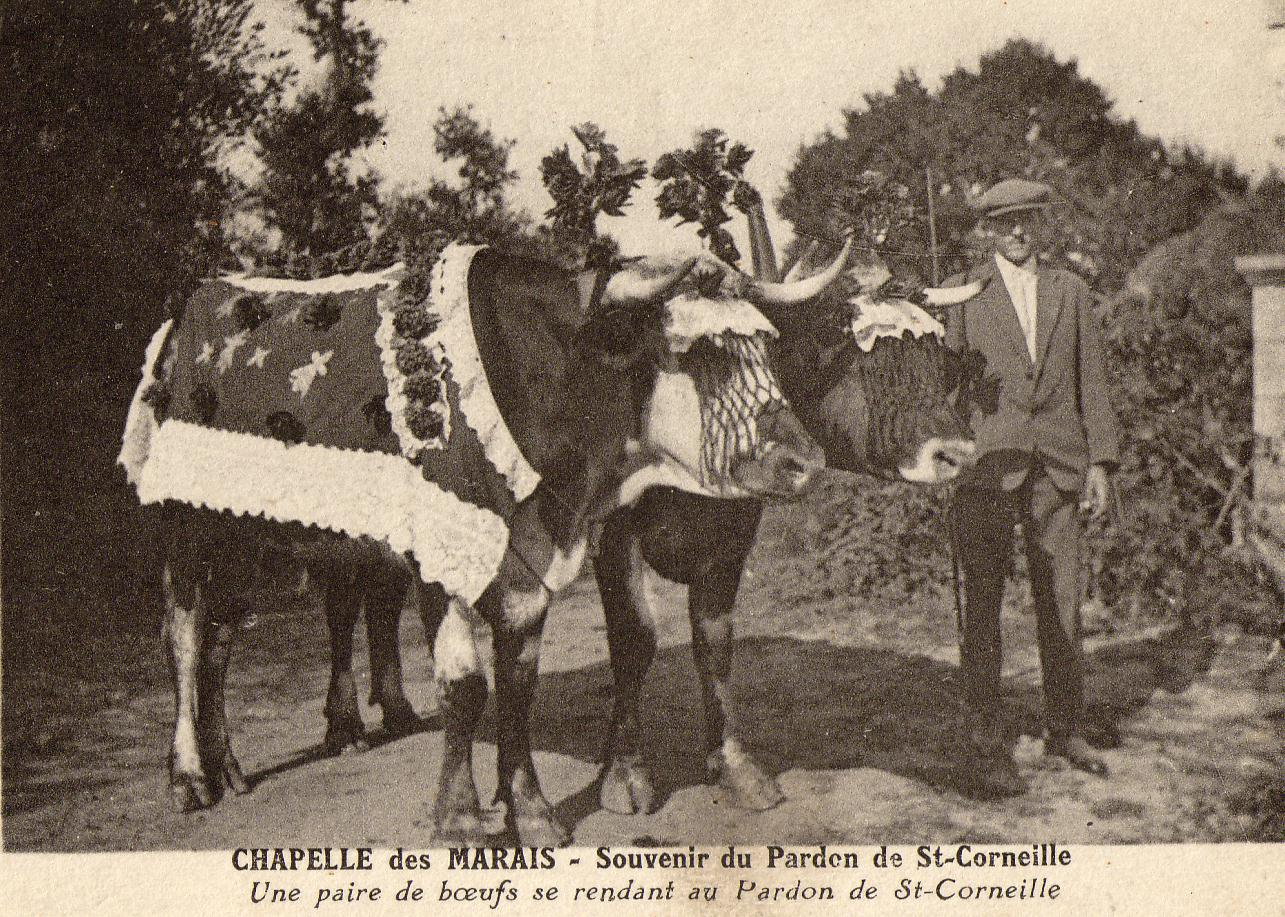
2頭のウシ
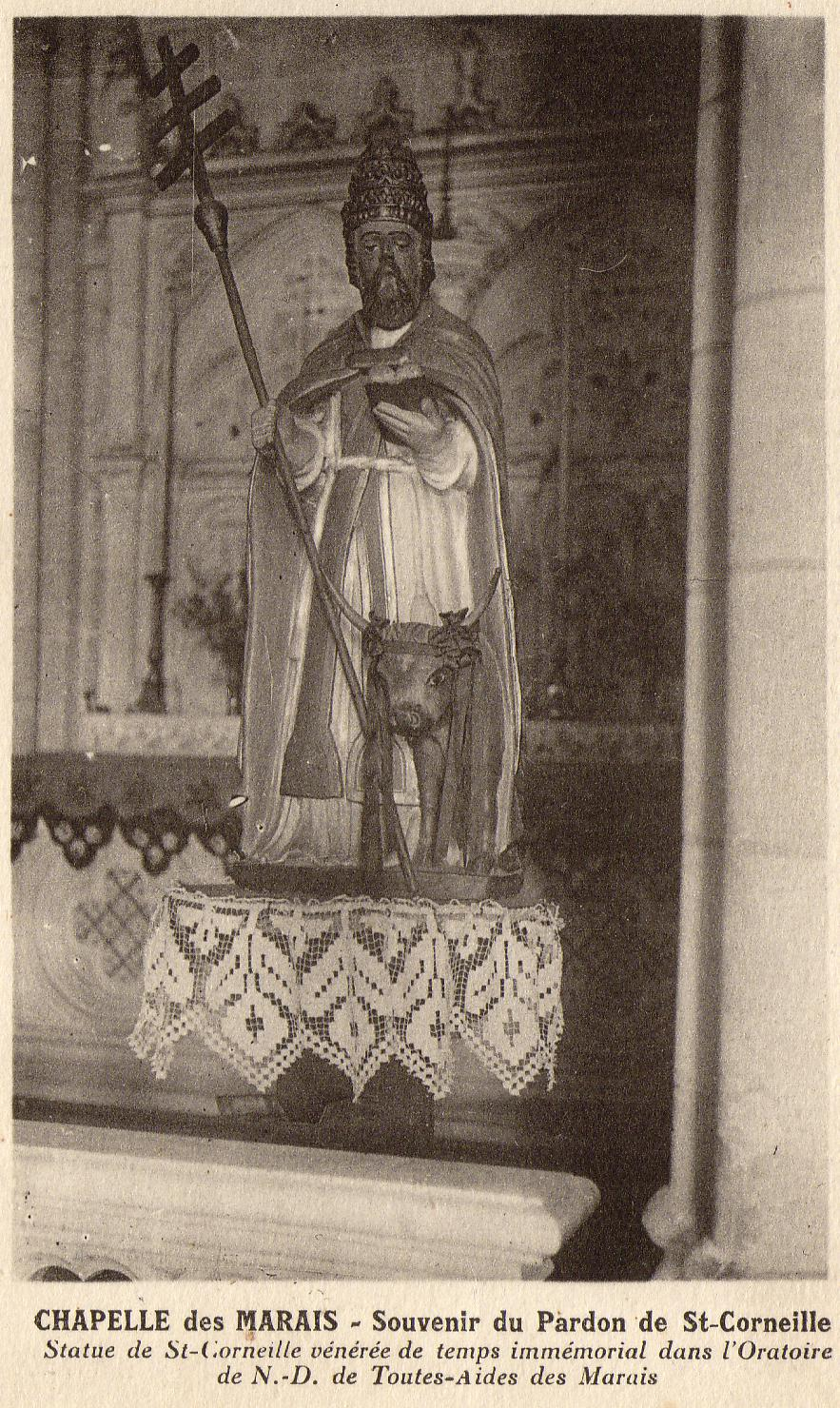
聖コルネイユ像
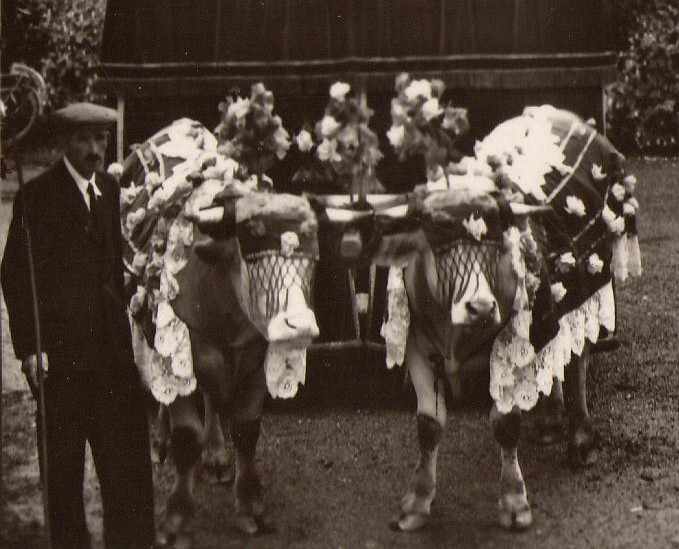
2頭のウシ